# 卡莎

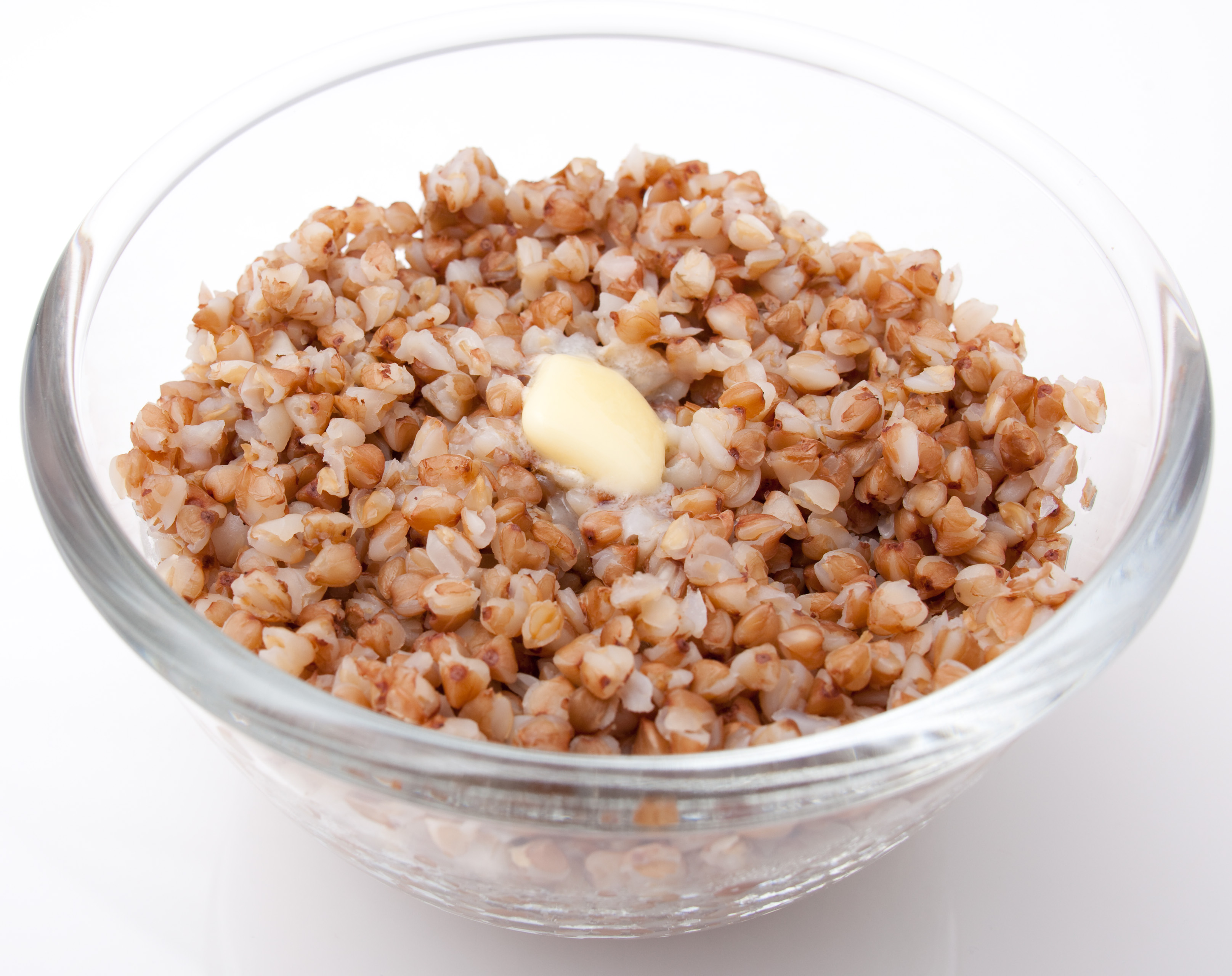
卡沙

卡莎（俄文：каша，波兰文：kasza），在中歐同東歐，尤其是俄羅斯，烏克蘭和波蘭，是一种用水或牛奶煮熟的穀物，可能會加一些配料，也就是糊。
在英文中，“Kasha”就是準穀物蕎麥的名。